# David Moyer
Pour les articles homonymes, voir Moyer.
David Moyer est un prélat anglican américain converti au catholicisme. Prêtre de l'Église épiscopale des États-Unis, il est révoqué par l'évêque épiscopalien de Pennsylvanie, puis consacré évêque au sein de la Communion anglicane traditionnelle en 2005. En 2014, il rejoint finalement la pleine communion avec l'Église catholique pour laquelle il devient un simple laïc.

## Biographie
David Moyer est diplômé du Whittier College et des séminaires de Seabury-Western (en), New York (en) et Princeton. Ordonné diacre puis prêtre anglican en 1976, il sert dans les diocèses épiscopaliens de New York, d'Albany, puis de l'Est de Terre-Neuve-et-Labrador. Il est ensuite nommé recteur de l'église du Bon-Pasteur de Rosemont (Pennsylvanie) en 1989.
En 2002, l'évêque Charles E. Bennison (en) le réduit à l'état laïc après qu'il a refusé de se soumettre à son autorité. Mais, conformément au vœu de ses fidèles, il conserve sa fonction de recteur de l'église du Bon-Pasteur.
Le 16 février 2005, il rejoint la Communion anglicane traditionnelle (TAC). Il est alors élu évêque des forces armées de l'Église anglicane en Amérique (en) ainsi que visiteur épiscopal provincial pour la TAC en Angleterre et commissaire américain du diocèse du Murray, en Australie. En 2007, il participe notamment au synode de la TAC qui vote à cent pour cent la pleine communion avec Rome. Mais, malgré la publication d'Anglicanorum Coetibus par le pape Benoît XVI en 2009 et les différents conflits avec l'évêque épiscopalien de Pennsylvanie, la communauté du Bon-Pasteur — plus connue sous le nom de Fraternité du Bienheureux John Henry Newman — reste officiellement au sein de l'Église épiscopale des États-Unis par crainte d'être expulsée de sa propriété.
Toutefois, en 2011, après un nouveau litige avec l'évêque Bennison qui souhaite récupérer le Bon-Pasteur de Rosemont, le père Moyer est sommé de quitter son église. En 2014, il quitte finalement l'Église anglicane, en même temps que la plupart de ses fidèles, et rejoint l'Église catholique, au travers de l'ordinariat personnel de la chaire de Saint-Pierre. Il est dès lors considéré comme un simple laïc.